# Parc national de Bournda
Le parc national de Bournda est un parc national situé sur la côte sud de la Nouvelle-Galles du Sud en Australie à 345 km au sud-ouest de Sydney. Il démarre de Kianinny Bay, sur la rive sud de la Tathra et s'étend sur environ 13 km. Il y a une piste de randonnée sur la plus grande longueur de la côte.
Le parc abrite les trois principales étendues d'eau. Le lac Wallagoot est un grand lac d'eau salée qui communiquait avec l'océan jusqu'en juin 2008. Le lac Bondi est le lac d'eau douce le plus proche de l'océan dans la région. Enfin, la lagune Bournda est un lac saumâtre (moitié eau salée / moitié eau douce) qui est périodiquement ouvert sur l'océan. La lagune est un lieu de baignade privilégié des habitants et des campeurs.
Le parc n'était autrefois qu'une aire de loisirs et est devenu un parc national en 1992. Adjacente au parc se trouve la réserve naturelle de Bournda qui a été créée en 1972 et a une superficie de 6088 ha. Ces deux zones sont gérées par le Service des parcs nationaux et de la faune de Nouvelle-Galles du Sud.
Le terrain de camping de Hobart beach possède de bonnes installations de camping.